# Rhamphosphaeria capillata
Rhamphosphaeria capillata är en svampart som beskrevs av Kirschst. 1936. Rhamphosphaeria capillata ingår i släktet Rhamphosphaeria, divisionen sporsäcksvampar och riket svampar.   Inga underarter finns listade i Catalogue of Life.